# Nanobiotecnología

Un ribosoma es una máquina biológica.

La nanobiotecnología es una rama de la nanotecnología con aplicaciones o usos biológicos y bioquímicos. A menudo la nanobiotecnología estudia elementos existentes en la naturaleza para fabricar nuevos dispositivos.
El término bionanotecnología es usado a menudo como sinónimo de nanobiotecnología, aunque a veces se hace una distinción entre ambas. Si hacemos la distinción entre ambas, la nanobiotecnología se refiere a usar la nanotecnología para alcanzar las metas de la biotecnología, mientras que la bionanotecnología puede referirse a cualquier superposición entre la biología y la nanotecnología, incluyendo el uso de biomoléculas como parte o inspiración de dispositivos nanotecnológicos.
Esta disciplina ayuda a indicar la fusión de la investigación biológica con varios campos de la nanotecnología. Entre los conceptos que se potencian a través de la nanobiología se encuentran: los nanodispositivos (como las máquinas biológicas), las nanopartículas y los fenómenos a nanoescala que se producen dentro de la disciplina de la nanotecnología. Este enfoque técnico de la biología permite a los científicos imaginar y crear sistemas que pueden utilizarse para la investigación biológica. La nanotecnología de inspiración biológica utiliza los sistemas biológicos como inspiración para tecnologías aún no creadas. Sin embargo, al igual que la nanotecnología y la biotecnología, la bionanotecnología tiene muchas cuestiones éticas potenciales asociadas a ella.
Los objetivos más importantes de la nanobiología implican la aplicación de nanotecnologías a problemas médicos/biológicos relevantes y el perfeccionamiento de estas aplicaciones. El desarrollo de nuevos instrumentos, como las nanoesferas peptoides, con fines médicos y biológicos es otro objetivo primordial de la nanotecnología. Las nuevas nanoherramientas suelen elaborarse refinando las aplicaciones de las nanoherramientas que ya se están utilizando. La obtención de imágenes de biomoléculas, membranas biológicas y tejidos nativos es también un tema importante para los investigadores de la nanobiología. Otros temas relacionados con la nanobiología incluyen el uso de sensores en voladizo y la aplicación de la nanofotónica para manipular los procesos moleculares en las células vivas.
Recientemente, el uso de microorganismos para sintetizar nanopartículas funcionales ha sido de gran interés. Los microorganismos pueden cambiar el estado de oxidación de los metales. Estos procesos microbianos han abierto nuevas oportunidades para la exploración de nuevas aplicaciones, por ejemplo, la biosíntesis de nanomateriales metálicos. A diferencia de los métodos químicos y físicos, los procesos microbianos para la síntesis de nanomateriales pueden realizarse en fase acuosa en condiciones suaves y ambientalmente benignas. Este enfoque se ha convertido en un atractivo foco de atención en la actual investigación de la bionanotecnología verde para el desarrollo sostenible.

## Ejemplos
- Nanomedicina
- Nanosensores basados en biomoléculas como ADN o proteínas.
- Nanopartículas